# Juan Pablo Pereyra
Juan Pablo Pereyra (San Lorenzo, Provincia de Santa Fe, Argentina; 30 de mayo de 1984) es un exfutbolista argentino. Jugaba como delantero y su primer equipo fue El Linqueño.

## Trayectoria
Con 1,93 de altura, se inició en el Club Municipal de su ciudad natal. En infantiles jugó en el club sanlorencino Barrio Vila junto a Javier Mascherano
Pereyra formó parte de las divisiones inferiores de los equipos rosarinos de Newell's Old Boys en primer lugar y luego de Rosario Central. Con 17 años llegó a las divisiones inferiores de Boca Juniors, donde fue seleccionado por Jorge Griffa.
En el 2005 jugó en Escuela de Fútbol de San Lorenzo (ex club Municipalidad de San Lorenzo) ganando con la Copa de Interligas de clubes de la provincia de Santa Fe en el mismo año. Juan Pablo al tener una destacada actuación en la Copa de Interligas pasa a jugar la Liga Cañadense de Fútbol jugando para Huracán de Bustinza.
Luego pasó por la Liga Casildense de Fútbol, jugando para Club Atlético Sanford, después de ser figura en las ligas del interior de Santa Fe es contratado por el club El Linqueño para participar del Torneo Argentino B.
En el 2006 llegó a Tigre de la mano de Ricardo Caruso Lombardi para un año después ascender a la Primera División y convertirse en uno de los goleadores del equipo que dirigía Diego Cagna.
En agosto de 2007 llegó a Nacional de Uruguay convirtiendo un gol en su primer partido con la camiseta del conjunto uruguayo. Disputó la Copa Libertadores, donde estuvo presente en 6 partidos.
En agosto de 2008 se traslada a Atlético Tucumán, con el que logró el ascenso a Primera División. Consumado el descenso del equipo Decano, se incorporó a Estudiantes de La Plata, club con el que se consagró campeón del Torneo Apertura 2010 jugando de titular 8 de los 19 partidos que llevaron al pincha a lograr un nuevo título.
A mediados de 2011 pasó a Unión de Santa Fe, equipo recientemente ascendido a la Primera División.
En el 2012 volvió a Atlético Tucumán, en su regreso convertiría en la fecha 4 ante Defensa y Justicia en la goleada 5 a 2, su gol más importante fue ante San Martín de Tucumán por la Copa Argentina.

## Clubes
| Club                         | País      | Año       |
| ---------------------------- | --------- | --------- |
| El Linqueño                  | Argentina | 2006      |
| Tigre                        | Argentina | 2006-2007 |
| Nacional                     | Uruguay   | 2007-2008 |
| Atlético Tucumán             | Argentina | 2008-2010 |
| Estudiantes de La Plata      | Argentina | 2010-2011 |
| Unión de Santa Fe            | Argentina | 2011-2012 |
| Atlético Tucumán             | Argentina | 2012-2013 |
| Ferro                        | Argentina | 2013      |
| Almirante Brown              | Argentina | 2014      |
| Mitre de Santiago del Estero | Argentina | 2014      |
| Independiente Rivadavia      | Argentina | 2015-2016 |
| Colegiales                   | Argentina | 2016      |
| Cipolletti de Río Negro      | Argentina | 2017      |
| Central Córdoba de Rosario   | Argentina | 2017-2019 |

## Selección nacional
Fue convocado por Diego Armando Maradona para el amistoso de la Selección Argentina frente a Jamaica el 10 de febrero de 2010, pero una lesión en la nariz le impidió viajar a Mar del Plata con la delegación.
Su debut llegó el 5 de mayo de 2010 en una victoria frente a Haití por 4 a 0, en la ciudad de Cutral Có. Ese día reemplazó a Martín Palermo a los 20 minutos del segundo tiempo.

## Estadísticas
- Actualizado al 18 de diciembre de 2021

### Clubes
| Club                              | Div.                | Temporada           | Liga | Liga | Copa Nacional | Copa Nacional | Copa Internacional | Copa Internacional | Total | Total |
| Club                              | Div.                | Temporada           | PJ   | G    | PJ            | G             | PJ                 | G                  | PJ    | G     |
| --------------------------------- | ------------------- | ------------------- | ---- | ---- | ------------- | ------------- | ------------------ | ------------------ | ----- | ----- |
| El Linqueño Argentina             |                     |                     |      |      |               |               |                    |                    |       |       |
| 4.ª                               | 2005/06             | 11                  | 2    | -    | -             | -             | -                  | 11                 | 2     |       |
| Total                             | Total               | 11                  | 2    | -    | -             | -             | -                  | 11                 | 2     |       |
| Tigre Argentina                   |                     |                     |      |      |               |               |                    |                    |       |       |
| 2.ª                               | 2006/07             | 22                  | 7    | -    | -             | -             | -                  | 22                 | 7     |       |
| Total                             | Total               | 22                  | 7    | -    | -             | -             | -                  | 22                 | 7     |       |
| Nacional · Uruguay                |                     |                     |      |      |               |               |                    |                    |       |       |
| 1.ª                               | 2007/08             | 18                  | 3    | -    | -             | 4             | 0                  | 22                 | 3     |       |
| Total                             | Total               | 18                  | 3    | -    | -             | 4             | 0                  | 22                 | 3     |       |
| Atlético Tucumán Argentina        |                     |                     |      |      |               |               |                    |                    |       |       |
| 2.ª                               | 2008/09             | 31                  | 4    | -    | -             | -             | -                  | 31                 | 4     |       |
| 1.ª                               | 2009/10             | 31                  | 6    | -    | -             | -             | -                  | 31                 | 6     |       |
| 2.ª                               | 2012/13             | 12                  | 1    | 2    | 1             | -             | -                  | 14                 | 2     |       |
| Total                             | Total               | 74                  | 11   | 2    | 1             | -             | -                  | 76                 | 12    |       |
| Estudiantes (LP) Argentina        |                     |                     |      |      |               |               |                    |                    |       |       |
| 1.ª                               | 2010/11             | 16                  | 2    | -    | -             | 5             | 0                  | 21                 | 2     |       |
| Total                             | Total               | 16                  | 2    | -    | -             | 5             | 0                  | 21                 | 2     |       |
| Unión Argentina                   |                     |                     |      |      |               |               |                    |                    |       |       |
| 1.ª                               | 2011/12             | 13                  | 0    | 1    | 1             | -             | -                  | 14                 | 1     |       |
| Total                             | Total               | 13                  | 0    | 1    | 1             | -             | -                  | 14                 | 1     |       |
| Ferro Argentina                   |                     |                     |      |      |               |               |                    |                    |       |       |
| 2.ª                               | 2013/14             | 14                  | 0    | -    | -             | -             | -                  | 14                 | 0     |       |
| Total                             | Total               | 14                  | 0    | -    | -             | -             | -                  | 14                 | 0     |       |
| Almirante Brown Argentina         |                     |                     |      |      |               |               |                    |                    |       |       |
| 2.ª                               | 2013/14             | 20                  | 2    | 1    | 1             | -             | -                  | 21                 | 3     |       |
| Total                             | Total               | 20                  | 2    | 1    | 1             | -             | -                  | 21                 | 3     |       |
| Mitre (SdE) Argentina             |                     |                     |      |      |               |               |                    |                    |       |       |
| 3.ª                               | 2014                | 16                  | 1    | -    | -             | -             | -                  | 16                 | 1     |       |
| Total                             | Total               | 16                  | 1    | -    | -             | -             | -                  | 16                 | 1     |       |
| Independiente Rivadavia Argentina |                     |                     |      |      |               |               |                    |                    |       |       |
| 2.ª                               | 2015                | 16                  | 4    | 1    | 1             | -             | -                  | 17                 | 5     |       |
| 2.ª                               | 2016                | 18                  | 3    | -    | -             | -             | -                  | 18                 | 3     |       |
| Total                             | Total               | 34                  | 7    | 1    | 1             | -             | -                  | 35                 | 8     |       |
| Colegiales Argentina              |                     |                     |      |      |               |               |                    |                    |       |       |
| 3.ª                               | 2016/17             | 9                   | 3    | -    | -             | -             | -                  | 9                  | 3     |       |
| Total                             | Total               | 9                   | 3    | -    | -             | -             | -                  | 9                  | 3     |       |
| Cipolletti Argentina              |                     |                     |      |      |               |               |                    |                    |       |       |
| 3.ª                               | 2016/17             | 7                   | 0    | 1    | 0             | -             | -                  | 8                  | 0     |       |
| Total                             | Total               | 7                   | 0    | 1    | 0             | -             | -                  | 8                  | 0     |       |
| Central Córdoba (R) Argentina     |                     |                     |      |      |               |               |                    |                    |       |       |
| 4.ª                               | 2017/18             | 35                  | 3    | -    | -             | -             | -                  | 35                 | 3     |       |
| Total                             | Total               | 35                  | 3    | -    | -             | -             | -                  | 35                 | 3     |       |
| Puerto San Martín Argentina       |                     |                     |      |      |               |               |                    |                    |       |       |
| 4.ª                               | 2021/22             | 4                   | 0    | -    | -             | -             | -                  | 4                  | 0     |       |
| Total                             | Total               | 4                   | 0    | -    | -             | -             | -                  | 4                  | 0     |       |
| Total en su carrera               | Total en su carrera | Total en su carrera | 293  | 41   | 6             | 4             | 9                  | 0                  | 308   | 45    |

### Selección
| Selección           | Año                 | Amistosos | Amistosos | Sudamérica | Sudamérica | Mundial | Mundial | Total | Total |
| Selección           | Año                 | PJ        | G         | PJ         | G          | PJ      | G       | PJ    | G     |
| ------------------- | ------------------- | --------- | --------- | ---------- | ---------- | ------- | ------- | ----- | ----- |
| Absoluta Argentina  |                     |           |           |            |            |         |         |       |       |
| 2010                | 1                   | 0         | -         | -          | -          | -       | 1       | 0     |       |
| Total               | 1                   | 0         | -         | -          | -          | -       | 1       | 0     |       |
| Total en su carrera | Total en su carrera | 1         | 0         | -          | -          | -       | -       | 1     | 0     |

## Palmarés

### Campeonatos nacionales
| Título             | Club                    | País      | Año    |
| ------------------ | ----------------------- | --------- | ------ |
| Primera B Nacional | Atlético Tucumán        | Argentina | 2009   |
| Primera División   | Estudiantes de La Plata | Argentina | A-2010 |

### Otros logros
| Título                     | Club  | País      | Año  |
| -------------------------- | ----- | --------- | ---- |
| Ascenso a Primera División | Tigre | Argentina | 2007 |